# Straight Outta Compton (Album)
Straight Outta Compton ist das Debütalbum der US-amerikanischen West-Coast-Rapgruppe N.W.A. Es erschien am 8. August 1988 über die Labels Ruthless, Priority und EMI. Aufgrund der provokanten Texte und des Skandalsongs Fuck tha Police, der das FBI veranlasste, die Plattenfirma zu bitten, das Album zurückzuziehen, gilt es heute als eines der bedeutendsten Alben des Gangsta- und Westcoast-Rap.

## Bedeutung und Kontroverse
Für die Band war es das Album, mit dem sie international bekannt wurden. Bis zu dem Zeitpunkt kam erfolgreicher Hip-Hop ausschließlich aus New York City.
Durch seinen aggressiven Sound und die direkten Songtexte bestimmte Straight Outta Compton die Richtung des Hip-Hop in den frühen 1990ern maßgeblich. Es war seit seiner Veröffentlichung extrem umstritten und vor allem aufgrund des heute bekanntesten und provokantesten Songs Fuck tha Police, der in allen Radiostationen sowie beim Musikfernsehsender MTV verboten war, riefen zahlreiche Verbände zum Boykott des Albums und der Band auf. Das Plattenlabel Priority bekam außerdem ein Schreiben des FBI, das sich gegen die Message des Albums aussprach:
Fuck tha police comin’ straight from the underground

a young nigga’s got it bad ’cause I’m brown

and not the other color so police think

they have the authority to kill a minority
Aufgrund der Veröffentlichung dieses Briefs stieg das Interesse der Medien am Album rapide an und die Verkaufszahlen von Straight Outta Compton vervielfachten sich. Bryan Turner vom Vertrieb Priority Records sagte rückblickend: “The [letter] was like a nuclear explosion. Once we circulated that, everybody wanted to hear the record the FBI wanted to suppress.”

## Inhalt
Ice Cube und MC Ren schrieben den Großteil der Texte für das Album. Obwohl das Album zum größten Teil aus eher simplen Partysongs besteht, sorgten vor allem die ersten drei Tracks für den tiefgehenden Eindruck, der sowohl den Erfolg als auch eine durch die breite Öffentlichkeit getragene Verdammung der Gruppe ergab: Straight Outta Compton, Fuck Tha Police und Gangsta, Gangsta. Ähnlich wie im frühen Hip-Hop beschrieb das Album das von Gangs geprägte Leben auf der Straße, anders als früher aber nicht mehr kritisch, sondern entweder nihilistisch oder gar hedonistisch preisend. Dabei stehen sie allerdings in der Tradition der Musik aus Südkalifornien von den Beach Boys, den Eagles oder Jefferson Airplane. Alle Gruppen besangen vor allem den hedonistischen Lebensstil, Geld und Frauen, nur dass die früheren Gruppen nicht aus dem von Gangs geprägten Stadtteil Compton kamen.
In dem Song Dopeman kommt die Zeile Don’t get high off your own supply vor. Dabei handelt es sich um ein berühmtes Filmzitat aus dem Thriller Scarface des Regisseurs Brian De Palma mit Schauspieler Al Pacino von 1983. Das Zitat bezieht sich auf den Ratschlag, als Dealer niemals abhängig von den eigenen verkauften Drogen zu werden. Der Film Scarface nahm in den 1980er Jahren einen großen stilistischen Einfluss auf die amerikanische Hip-Hop-Kultur, etwa das darin propagierte Männerbild und das Streben nach großem Reichtum, oftmals mit illegalen Mitteln.

## Produktion
Dr. Dre, Eazy-E und DJ Yella übernahmen den Großteil der Produktion des Albums. Musikalisch hat das Album wenig gemeinsam mit Dres früheren schnellen, elektronischen Upbeat-geprägten Veröffentlichungen in der World Class Wreckin’ Cru. Straight Outta Compton ist musikalisch wesentlich langsamer, dunkler und mit starken Funk-Einflüssen, eingebettet in eine Soundcollage aus Schüssen, Sirenen, Autogeräuschen, Schreien und Flüchen. Außerdem wurde eine große Anzahl anderer Lieder für die Produktion der Beats gesampelt.

## Covergestaltung
Das Albumcover zeigt die Bandmitglieder im Kreis stehend aus der Froschperspektive, wobei Eazy-E eine Pistole auf den Betrachter richtet. Im oberen Teil des Bildes steht der Bandname „N.W.A“ in Rot und am unteren Rand der Titel Straight Outta Compton in Weiß.

## Wiederveröffentlichungen
Am 24. September 2002 erschien das Album überarbeitet erneut in den USA, diesmal mit vier Bonustracks. 2007 wurde Straight Outta Compton nochmals mit fünf anderen Bonustiteln wiederveröffentlicht.

## Titelliste
01. Straight Outta Compton (Eazy-E/Ice Cube/MC Ren) – 4:19
02. Fuck tha Police (Ice Cube/MC Ren/Eazy-E/Dr. Dre) – 5:45
03. Gangsta Gangsta (Eazy-E/Ice Cube/MC Ren) – 5:36
04. If It Ain’t Ruff (MC Ren) – 3:34
05. Parental Discretion Iz Advised (The D.O.C./Dr.Dre/Eazy-E/Ice Cube/MC Ren) – 5:16
06. 8 Ball [Remix] (Eazy-E) – 4:52
07. Something Like That (MC Ren/Dr. Dre) – 3:35
08. Express Yourself (Dr. Dre; enthält Samples aus Express Yourself von Charles Wright & the Watts 103rd Street Rhythm Band) – 4:25
09. Compton’s n the House [Remix] (MC Ren/Dr. Dre) – 5:20
10. I Ain’t tha 1 (Ice Cube) – 4:54
11. Dopeman [Remix] (Ice Cube) – 5:20
12. Quiet on tha Set (MC Ren) – 3:59
13. Something 2 Dance 2 (The Arabian Prince/Dr. Dre) – 3:32
Bonustracks der Veröffentlichung von 2002:
14. Express Yourself (Extended Mix) – 4:42
15. Bonus Beats – 3:03
16. Straight Outta Compton (Extended Mix) – 4:53
17. A Bitch Iz a Bitch – 3:10
Bonustracks der Veröffentlichung von 2007:
14. Fuck tha Police (Tribute-Remix) – 5:02
15. Gangsta Gangsta (Tribute-Remix) – 4:39
16. Dopeman (Tribute-Remix) – 4:01
17. If It Ain’t Ruff (Tribute-Remix) – 3:44
18. Compton’s in the House (live) – 2:02

## Rezeption
| Professionelle Bewertungen | Professionelle Bewertungen |
| -------------------------- | -------------------------- |
| Kritiken                   |                            |
| Quelle                     | Bewertung                  |
| laut.de                    | [ 2 ]                      |
| Rolling Stone              | [ 3 ]                      |
| allmusic                   | [ 4 ]                      |

Der Rolling Stone führte Straight Outta Compton im Jahr 2012 auf Platz 144 seiner Liste der 500 besten Alben aller Zeiten.
Beim Online-Magazin laut.de wurde das Album in der Kolumne Meilensteine rückblickend mit fünf von fünf möglichen Punkten bewertet. Die Rezensentin Dani Fromm schreibt, Straight Outta Compton gehöre „zweieinhalb Jahrzehnte nach seiner Veröffentlichung […] unbestritten zu den Platten, die man kennen muss, wenn man in der Kopfnicker-Gemeinde nicht ausgelacht werden möchte.“ Vor allem „die rohe Kraft, die in den ungeschönten Worten und den drastisch-plastischen Schilderungen steckt“ sowie „die Frische der Beats“ fasziniere ungebrochen. Inhaltlich kredenze das Album „den ganz alltäglichen Wahnsinns-Cocktail aus Diskriminierung, Drogen, Gewalt und Sex.“

## Kommerzieller Erfolg

### Chartplatzierungen und Singles
Straight Outta Compton erreichte in den US-Charts mit Platz 37 die Höchstposition. Außerdem konnte sich das Album in Großbritannien, Irland (#20, 8 Wochen) und Neuseeland (#43, 4 Wochen) in den Charts platzieren.
Als Singles wurden der Titeltrack Straight Outta Compton sowie Gangsta Gangsta und Express Yourself ausgekoppelt.
Nach Veröffentlichung des gleichnamigen Films Straight Outta Compton, der sich mit der Geschichte von N.W.A befasst, stieg das Album im Jahr 2015 erneut in die US-Charts ein und erreichte Platz 4. Auch in Deutschland (Rang 36), Österreich und der Schweiz erreichte Straight Outta Compton infolgedessen die Charts.

### Auszeichnungen für Musikverkäufe
Die Verkäufe von Straight Outta Compton belaufen sich weltweit auf etwa 3,5 Millionen. Allein in den USA verkaufte sich das Album über drei Millionen Mal und erhielt dort eine dreifache Platin-Schallplatte.
| Land/Region                  | Auszeichnungen für Musikverkäufe (Land/Region, Auszeichnung, Verkäufe) | Verkäufe  |
| ---------------------------- | ---------------------------------------------------------------------- | --------- |
| Vereinigte Staaten (RIAA)    | 3× Platin                                                              | 3.000.000 |
| Vereinigtes Königreich (BPI) | Platin                                                                 | 300.000   |
| Insgesamt                    | 4× Platin ·                                                            | 3.300.000 |